# Der letzte Stammtisch
Der letzte Stammtisch ist ein Kurzfilm von Rainer Erler. Erstmals ausgestrahlt wurde der Film am 26. April 1984 im Ersten in der Reihe Geschichten aus der Heimat.

## Handlung
Der alte Rentner Schorsch wartet mit seinen Stammtischbrüdern auf ein Taxi. Dann fährt der grantelnde Taxler Gustl vor der Gaststätte vor. Da er sie heute eingeladen und kein Geld mehr dabei hat, zahlen sie ihm das Taxi in die neue Heimat Neuperlach und geben dem Taxifahrer 25 D-Mark Vorkasse mit, was für die Strecke reichen sollte. Da Schorsch über 37 Jahre in der Friedrichstraße 46 in Schwabing gewohnt hat, möchte er nochmals seine alte Wohnung sehen und überredet Gustl, ihn dort noch einmal vorbei zu fahren, obwohl dies ein ziemlicher Umweg wird und damit auch eventuell das Geld nicht mehr reicht. Den ganzen Sommer wurde er schikaniert, damit er die Wohnung verlässt. Als er einzog, hat er die noch kriegsbeschädigte Wohnung saniert. Nun soll das Haus zu Luxusappartements umgebaut werden. Seine Frau wollte ins Grüne nach Neuperlach ziehen, was sie auch taten. Da dort alle Häuser gleich aussehen, findet er seine neue Wohnung nicht mehr. Taxifahrer Gustl, der schon mehr Geld auf dem Taxameter stehen hat, als die Stammtischbrüder ihm in Vorauskasse gegeben hatten, will den Fahrgast nur noch loswerden und Feierabend machen, hat dann aber doch Mitleid und fährt den nach dem richtigen Haus suchenden Schorsch noch zweieinhalb Stunden ohne laufenden Zähler durch die Neubaugegend, bis dieser das richtige Haus im Morgengrauen findet und von seiner Frau aus dem Fenster heraus mit einer wütenden Schimpfkanonade empfangen wird. Am Schluss werden Gustl und Schorsch Freunde und verabreden sich für nächsten Freitag zum Stammtisch in Haidhausen.

## Trivia
Automobiler Hauptdarsteller als Taxi ist ein Mercedes W 123 Diesel, das im Deutschland der frühen 1980er Jahre meistverbreitete Modell im Taxigewerbe.